# 국도 제26호선 (일본)
국도 제26호선(일본어: 国道26号)은 일본 오사카부 오사카시 기타구부터 와카야마현 와카야마시를 잇는 총 연장 72.3km인 일본의 일반 국도이다.

## 주요 경유지
- 오사카부
  - 오사카시 (기타구 - 주오구 - 나니와구 - 니시나리구 - 스미노에구) - 사카이시 (사카이구 - 니시구) - 다카이시시 - 이즈미시 - 이즈미오쓰시 - 센보쿠 군 다다오카정 - 기시와다시 - 가이즈카시 - 이즈미사노시 - 센난군 다지리정 - 이즈미사노 시 - 센난시 - 한난시 - 센난 군 미사키정

- 와카야마현
  - 와카야마시

## 같이 보기
- 한와 자동차도